# Bill Ward
William Thomas Ward, mais conhecido como Bill Ward (5 de maio de 1948, Aston, Birmingham, Inglaterra) é um baterista inglês, sendo o primeiro baterista e um dos fundadores da banda britânica de heavy metal Black Sabbath.
Ficou em 8° lugar na lista dos "50 melhores bateristas de hard rock e metal de todos os tempos" do site Loudwire. Em lista da revista Rolling Stone, Ward ficou na posição 42 dos "100 Maiores Bateristas de Todos os Tempos.

## Biografia
Bill Ward e Tonny Iommi tocavam em uma banda chamada Mythology, posteriormente uniram-se a eles o vocalista e o baixista da banda Rare Breed, Ozzy Osbourne e Geezer Butler, formava-se então o Black Sabbath. De 1969 a 1980 Ward participou de todos os álbuns do Black Sabbath.
Ele deixou a banda em agosto de 1980, por motivos pessoais, durante a turnê do álbum Heaven and Hell. Em 1983 Ward retorna a banda para a gravação de Born Again mas, após a gravação do álbum, devido à problemas de saúde, teve de afastar-se novamente. No verão de 1984 Ward retorna ao Black Sabbath, porém, neste período a banda não gravou mais nenhum álbum. Apenas participou, em 1985, da primeira versão do Live Aid, onde o Black Sabbath foi convidado para tocar com sua formação original.
Após o Live Aid, pouco se ouviu falar de Bill Ward, mas em 1990 ele gravou seu primeiro álbum solo, chamado "Ward One: Along the Way", que contou entre outras com a participação de seu ex-companheiro de Black Sabbath, Ozzy Osbourne, cantando em duas músicas.
Em 1992, Ozzy Osbourne anunciou sua turnê "No More Tears" e subiu ao palco com o Black Sabbath original no dia 15 de agosto, em Costa Mesa, EUA, onde a banda tocou quatro músicas.
Em 1997, Ward lança mais um álbum solo, "When the Bough Breaks" e depois junta-se ao Black Sabbath para dois shows realizados em Birmingham que resultaram na gravação do álbum Reunion.
Em 24 de janeiro de 2011, Osbourne dissera que ele e seus ex-companheiros estavam em processo de discussão acerca de uma possível reunião e de gravação de um álbum de estúdio.
A partir de 4 de novembro de 2011, o site oficial do Black Sabbath começou a exibir a logomarca com a data 11/11/11 ou 11 de novembro de 2011, dando a entender que tratava-se da data de reunião do grupo, revelando a reunião e a gravação do novo álbum e uma uma turnê mundial. Muitos fãs manifestaram descontentamento com um anúncio que dizia que o Black Sabbath estaria lançando um álbum de estúdio após 30 anos, afinal, tal frase apagaria toda a história da banda entre 1980 e 2010.
Depois do anúncio da reunião, descobriu-se que Tonny Iommi está com câncer, ele foi diagnósticado com linfoma em estágio inicial. Os demais integrantes decidiram junta-se a Tonny na Inglaterra para prosseguir com o projeto de trabalhar no novo álbum, que anteriormente estava programado para acontecer em Los Angeles. Em nota, a banda comunicou que "Iommi está atualmente trabalhando com seus médicos para estabelecer o melhor plano de tratamento - o Homem de Ferro do rock & roll continua otimista e determinado a fazer uma recuperação completa e bem sucedida."
Alguns shows da turnê foram canceladas e substituídas por apresentações de "Ozzy & Friends". Apenas 3 shows continuam confirmados para apresentações da banda Black Sabbath. A primeira, que aconteceu no dia 19 de maio de 2012, na O2 Academy, em Birmingham. Os outros dois programados para acontecer dia 10 de junho de 2012 no Download Festival, em Derby(UK) e dia 3 de agosto de 2012 no Lollapalooza, em Chicago(US).
Nova polêmica surgiu após o anúncio de que o Black Sabbath vai se reunir sem o baterista da formação original, "Bill Ward". O anúncio foi feito por meio de uma nota divulgada no site oficial da banda, assinada por Ozzy Osbourne, Tony Iommi e Geezer Butler, os integrantes remanescentes da banda, que estão no Reino Unido trabalhando em um disco novo. Segundo Ward, "os termos do contrato são injustos", o que o levou a recusá-lo. Para novo desgaste junto aos fãs, ao invés de uma investida em renegociação, a banda publicou os dizeres: "Nós ficamos tristes por saber que Bill anunciou publicamente que não vai participar dos planos do Black Sabbath. Nós não temos outra escolha a não ser continuar gravando sem ele, embora as portas estejam sempre abertas."
O baterista que participou das gravações do álbum 13 foi Brad Wilk, conhecido por ter feito parte das bandas Rage Against The Machine e Audioslave.
Em 2015, Ward lançou um novo disco, desta vez com seu projeto solo, chamado Accountable Beasts.

## Discografia

### 1970s
- 1970 - Black Sabbath - Black Sabbath
- 1970 - Black Sabbath - Paranoid
- 1971 - Black Sabbath - Master of Reality
- 1972 - Black Sabbath - Volume 4
- 1973 - Black Sabbath - Sabbath Bloody Sabbath
- 1975 - Black Sabbath - Sabotage
- 1975 - Rinky Dink & The Crystal - Cameo Roles
- 1975 - Black Sabbath - We Sold Our Soul for Rock 'n' Roll
- 1976 - Black Sabbath - Technical Ecstasy
- 1978 - Black Sabbath - Never Say Die!

### 1980s
- 1980 - Black Sabbath - Heaven and Hell
- 1983 - Black Sabbath - Born Again

### 1990s
- 1990 - Bill Ward - Ward One: Along the Way
- 1993 - Ozzy Osbourne - Live and Loud
- 1994 - Nativity In Black: A Tribute To Black Sabbath
- 1996 - Black Sabbath - The Sabbath Stones
- 1997 - Bill Ward - When the Bough Breaks
- 1997 - Ozzy Osbourne - The Ozzman Cometh
- 1998 - Black Sabbath - Reunion

### 2000s
- 2000 - Tony Iommi - Iommi
- 2002 - Black Sabbath - Past Lives
- 2002 - Bill Ward - Straws (single)
- 2002 - Black Sabbath - Symptom of the Universe
- 2003 - Dio - Stand Up and Shout: The Dio Anthology
- 2004 - Black Sabbath - Black Box: The Complete Original Black Sabbath
- 2006 - Black Sabbath - Greatest Hits 1970-1978
- 2007 - Black Sabbath - Black Sabbath: The Dio Years

### 2010s
- 2015 - Bill Ward - Accountable Beasts